# 上海軌道交通13号線
上海軌道交通13号線（シャンハイきどうこうつう13ごうせん）は、中華人民共和国上海市の上海軌道交通の鉄道路線である。上海国際博覧会の会期中は盧湾区の馬当路駅から浦東新区の世博大道駅までが万博専用線（世博専線）の名で会場内交通として先行開業していた。ラインカラーは■ピンク。

## 概要
上海国際博覧会にあわせて整備された路線の一つで、馬当路駅から世博大道駅までの区間が万博専用線として先行開業した。万博期間中は会場内の輸送機関扱いで、会場内の電気バスや渡船と同様に入場者は無料で乗車できたため、各駅には券売機や自動改札機は設置されていなかった。また、万博会場内と同様にホームやコンコースには武装警察が常駐していた。2012年12月30日に第1期西区間の金運路駅から金沙江路駅が試運転として開通した。2015年12月19日、世博大道駅まで延伸されて休止されていた駅も再開業した。

## 路線データ
（万博期間の先行開業時期のデータ）
- 路線距離（営業キロ）：4 km（万博専用線区間のみ）
- 軌間：1,435 mm（標準軌）
- 駅数：3駅（万博専用線区間のみ）
- 複線区間：全線
- 電化区間：全線（直流 1,500 V 架線集電方式）
- 地上区間：なし（万博専用線区間のみ）
- 走行方向：右側通行

## 沿革
- 2010年
- * 4月20日：馬当路駅 - 世博大道駅間（万博専用線区間）が開通。
- * 11月1日：馬当路駅 - 世博大道駅間（万博専用線区間）がこの日限りで運行を休止する。
- 2012年12月30日：金運路駅 - 金沙江路駅間が仮開業。ただし、祁連山南路駅と大渡河路駅は建設中のため、未開業。
- 2013年6月15日：祁連山南路駅が開業。
- 2014年
- * 9月18日：盧浦大橋駅を世博会博物館駅に改称[2][3]。
- * 11月1日：大渡河路駅が開業。
- * 12月28日：金沙江路駅 - 長寿路駅間が開業。
- 2015年12月19日：長寿路駅 - 世博大道駅間が開業。
- 2018年12月30日：世博大路駅 - 張江路駅が開業。

## 使用車両

### 現在の車両
13A01型
- 製造会社：南京浦鎮車輛廠
- 設計時速：80 km/h
- 車両編成：6両編成（制御車＋4×中間電動車＋制御車（Tc＋Mp＋M＋M＋Mp＋Tc））
- 寸法：長さ23.54 m、幅3.0 m
- 定員：310人
- 製造時期：2011年 - 2014年
- 制御方式：VVVF交流制御
- 編成番号：1301-1324

### 過去の車両
09A02型
- 製造会社：長春軌道客車
- 設計時速：80 km/h
- 車両編成：6両編成（制御車＋4×中間電動車＋制御車（Tc＋Mp＋M＋Mp＋M＋Tc））
- 寸法：長さ23.54 m、幅3.0 m
- 定員：310人
- 製造時期：2008年 - 2010年
- 制御方式：VVVF交流制御

## 駅一覧
- 駅名欄の背景色が■で、駅名が斜体字で表示されている駅は未開業の駅であることを表す。駅名などは仮称である。

| 駅名               | 駅名              | 駅名                                              | 駅間 キロ | 累計 キロ | 接続路線         | 所在地 | 所在地   |
| 日本語             | 簡体字中国語      | 英語                                              | 駅間 キロ | 累計 キロ | 接続路線         | 所在地 | 所在地   |
| ------------------ | ----------------- | ------------------------------------------------- | --------- | --------- | ---------------- | ------ | -------- |
| 金運路駅           | 金运路站          | Jinyun Road                                       |           |           |                  | 上海市 | 嘉定区   |
| 金沙江西路駅       | 金沙江西路站      | West Jinshajiang Road                             |           |           | 嘉閔線（計画中） | 上海市 | 嘉定区   |
| 豊荘駅             | 丰庄站            | Fengzhuang                                        |           |           |                  | 上海市 | 嘉定区   |
| 祁連山南路駅       | 祁连山南路站      | South Qilianshan Road                             |           |           |                  | 上海市 | 普陀区   |
| 真北路駅           | 真北路站          | Zhenbei Road                                      |           |           |                  | 上海市 | 普陀区   |
| 大渡河路駅         | 大渡河路站        | Daduhe Road                                       |           |           | 15号線           | 上海市 | 普陀区   |
| 金沙江路駅         | 金沙江路站        | Jinshajiang Road                                  |           |           | ■3号線 ■4号線    | 上海市 | 普陀区   |
| 隆徳路駅           | 隆德路站          | Longde Road                                       |           |           | ■11号線          | 上海市 | 普陀区   |
| 武寧路駅           | 武宁路站          | Wuning Road                                       |           |           | 14号線           | 上海市 | 普陀区   |
| 長寿路駅           | 长寿路站          | Changshou Road                                    |           |           | ■7号線           | 上海市 | 普陀区   |
| 江寧路駅           | 江宁路站          | Jiangning Road                                    |           |           |                  | 上海市 | 普陀区   |
| 漢中路駅           | 汉中路站          | Hanzhong Road                                     |           |           | ■1号線 ■12号線   | 上海市 | 静安区   |
| 自然博物館駅       | 自然博物馆站      | Shanghai Nature Museum                            |           |           |                  | 上海市 | 静安区   |
| 南京西路駅         | 南京西路站        | West Nanjing Road                                 |           |           | ■2号線 ■12号線   | 上海市 | 静安区   |
| 淮海中路駅         | 淮海中路站        | Middle Huaihai Road                               |           |           |                  | 上海市 | 静安区   |
| 一大会址・新天地駅 | 一大会址·新天地站 | Site of the First CPC National Congress·Xintiandi |           |           | ■10号線          | 上海市 | 黄浦区   |
| 馬当路駅           | 马当路站          | Madang Road                                       |           |           | ■9号線           | 上海市 | 黄浦区   |
| 世博会博物館駅     | 世博会博物馆站    | Shanghai World Expo Museum                        |           |           |                  | 上海市 | 黄浦区   |
| 世博大道駅         | 世博大道站        | Shibo Avenue                                      |           |           | 19号線（計画中） | 上海市 | 浦東新区 |
| 長清路駅           | 长清路站          | Changqing Road                                    |           |           | ■7号線           | 上海市 | 浦東新区 |
| 成山路駅           | 成山路站          | Chengshan Road                                    |           |           | ■8号線           | 上海市 | 浦東新区 |
| 東明路駅           | 东明路站          | Dongming Road                                     |           |           | ■6号線           | 上海市 | 浦東新区 |
| 華鵬路駅           | 华鹏路站          | Huapeng Road                                      |           |           |                  | 上海市 | 浦東新区 |
| 下南路駅           | 下南路站          | Xia'nan Road                                      |           |           |                  | 上海市 | 浦東新区 |
| 北蔡駅             | 北蔡站            | Beicai                                            |           |           |                  | 上海市 | 浦東新区 |
| 陳春路駅           | 陈春路站          | Chenchun Road                                     |           |           |                  | 上海市 | 浦東新区 |
| 蓮渓路駅           | 莲溪路站          | Lianxi Road                                       |           |           | 18号線           | 上海市 | 浦東新区 |
| 華夏中路駅         | 华夏中路站        | Middle Huaxia Road                                |           |           | ■16号線          | 上海市 | 浦東新区 |
| 中科路駅           | 中科路站          | Zhongke Road                                      |           |           |                  | 上海市 | 浦東新区 |
| 学林路駅           | 学林路站          | Xuelin Road                                       |           |           |                  | 上海市 | 浦東新区 |
| 張江路駅           | 张江路站          | Zhangjiang Road                                   |           |           |                  | 上海市 | 浦東新区 |